# Kang (cognome)
Kang (강?, 姜, 康, 強, 剛, 江, 㝩?) è un cognome di lingua coreana.

## Possibili trascrizioni
Gang, Kahng, Khang.

## Origine e diffusione
Il cognome si divide in due clan: il clan Jinju e il clan Geumcheon. Si dice che gli appartenenti al primo clan discendano dal comandante Goguryeo Kang Isik; quelli appartenenti al secondo clan, invece, discendono da un antenato comune proveniente da Geumcheon, oggi parte di Seul.
Si tratta del 7º cognome per diffusione in Corea secondo i dati del Korean National Statistics Office del 2015. Conta circa 1269290 presenze.

## Persone
- Kang Daniel, cantante sudcoreano
- Kang Jeungsan, religioso coreano
- Kang Seul-gi, cantante sudcoreana